# Флора Индонезии
Флора Индонезии отличается множеством уникальных видов тропических растений. Благодаря тропическому климату и большому количеству (около 17 000) островов, Индонезия является страной со вторым по величине биоразнообразием в мире. Флора Индонезии отражает смешение азиатских, австралийских и местных видов. Это связано с географией Индонезии, расположенной между двумя континентами. Архипелаг состоит из множества регионов от тропических дождевых лесов северной низменности и сезонных лесов южной низменности через растительность возвышенных и горных районов до субальпийской кустарниковой растительности. Имея вторую по длине береговую линию в мире, Индонезия также имеет обширные заболоченные территории и зоны прибрежной растительности. Все вместе они создают огромное растительное биоразнообразие. В Индонезии насчитывается около 28 000 видов цветковых растений, в том числе 2500 различных видов орхидей, 6000 видов лекарственных растений, используемых в традиционной медицине джаму. Имеется 122 вида бамбука, более 350 видов ротанга, 400 видов диптерокарпуса, эбеновое, сандаловое и тиковое дерево. Индонезия также является родиной для некоторых необычных видов, таких как плотоядные растения. Один исключительный вид известен как Rafflesia arnoldi, названный в честь сэра Томаса Стэмфорда Раффлза и доктора Томаса Арнольда, который обнаружил цветок в недрах Бенгкулу на юго-западе Суматры. Это паразитическое растение имеет крупный цветок, не дает листьев и растет на определенной лиане на дне тропического леса. Другое необычное растение — Amorphophallus titanum с Суматры. Есть насекомоядные растения (непентес), которые произрастают на Борнео, Суматре и других островах Индонезийского архипелага .

## Происхождение индонезийской флоры
На происхождение флоры в Индонезии сильно повлияли географические и геологические события на азиатском иавстралазийском континентах (в настоящее время Австралия). Нынешний остров Новая Гвинея когда-то был соединен с нынешним континентом Австралии, образуя суперконтинент, называемый южным суперконтинентом Гондвана. Этот суперконтинент начал распадаться 140 миллионов лет назад, и регион Новой Гвинеи (ранее известный как Сахул) начал перемещаться к экватору. В результате животные из Новой Гвинеи оказались на австралийском континенте и наоборот, образовав множество видов, обитающих в разных экосистемах. Эти процессы все еще происходят, поскольку два региона не разделены полностью.
Влияние азиатского континента, с другой стороны, является результатом реформирования суперконтинента Лавразия, который существовал после распада Родинии около 1 миллиарда лет назад. Около 200 миллионов лет назад суперконтинент Лавразия полностью раскололся, сформировав материки Лаврентия (ныне Америка ) и Евразия. Хотя произошёл раскол, Евразийский континент, включая Китай, не был полностью отделен от индонезийского архипелага. В результате растения с материковой части Евразии могли размножаться на архипелаге, и в различных экосистемах формировались новые виды.
В девятнадцатом веке Альфред Рассел Уоллес предложил идею линии Уоллеса, которая разделяет индонезийский архипелаг на два региона: азиатский биогеографический регион (Сандаленд) и австралазийский биогеографический регион (Уоллесия). Линия проходит через Индонезийский архипелаг, между Борнео и Сулавеси (Celebes) и между Бали и Ломбоком.
Индонезийский архипелаг, где находятся «Острова специй» (Молуккские острова), известен с древних времен как источник специй, таких как гвоздика, мускатный орех и перец. До конца восемнадцатого века Молуккские острова были единственным источником экономически значимых пряностей. В колониальное время гвоздика и мускатный орех были наиболее ценными товарами после золота и серебра для большинства европейцев. Во время голландской колониальной эпохи в Индонезии голландцы также создали плантации кофе, чая и сахарного тростника, в основном на Яве.
Также моряки из Индии, Китая и Европы завезли на архипелаг и новые виды растений. Появляются виды растений, которые не являются местными для архипелага, такие как чай, кофе и каучуковое дерево.

## Типы растительности
Земная флора Индонезии может быть собрана в характерные группы растительности. Наиболее важным фактором является количество осадков, затем следует температура, которая влияет на доступность воды. В индонезийской флоре преобладают широколиственные вечнозеленые леса. В основном это наблюдается в регионах, где плотность населения все еще относительно низкая, таких как Суматра, Борнео, Сулавеси и Западная Папуа. На Яве и Бали в растительности преобладают культурные растения. Болотные леса, мангровые леса и леса Nypa fruticans находятся вдоль побережья. В горных районах преобладает субальпийская и альпийская растительность. На малых островах Зунда, где количество осадков не так велико, как в других частях Индонезии, регулярно встречаются луга.

## Биоразнообразие
По данным Conservation International, в Индонезии есть две горячие точки биоразнообразия: Уоллесия и Сундаленд. Провинции Западный Папуа и Папуа также чрезвычайно разнообразны. Национальный парк Лоренц, расположенный в провинции Папуа, был объявлен объектом Всемирного наследия в 1999 году ЮНЕСКО.

### Сундаланд
В Сандаленде, расположенном в западной части индонезийского архипелага, содержится около 25 000 различных видов растений. 15 000 из них являются эндемичными для этого региона и не могут быть найдены где-либо еще. Scyphostegiaceae — это семейство растений, представленное одним видом, Scyphostegia borneensis, эндемичным для Борнео. Еще 155 видов Dipterocarpus также являются эндемичными для этого острова. Борнео также имеет более 2000 видов орхидей. В лесах Суматры насчитывается более 100 видов Dipterocarpus, более десяти из них являются эндемичными для этого острова. На острове Ява насчитывается около 270 эндемичных видов орхидей.
По крайней мере 117 видов растений являются эндемичными для этой горячей точки биоразнообразия. 59 из них находятся на Борнео и 17 на Суматре. Уникальные растения этого региона похожи на растения азиатского континента, в качестве примеров можно привести Rafflesia arnoldii, насекомоядные растения и яванский эдельвейс (Anaphalis javanica). 

### Уоллесия
Подсчитано, что в этом районе горячей точки биоразнообразия насчитывается около 10 000 видов растений. Около 1200 видов и 12 родов являются эндемичными. На острове Сулавеси насчитывается около 500 видов эндемичных растений. Молуккские острова насчитывают около 300 эндемичных видов растений, а Малые Зондские острова — как минимум 110 эндемичных видов. Мало что известно о флоре этого региона. Три из этих уникальных видов, Agathis, Pterocarpus indicus и Eucalyptus deglupta, упоминаются в качестве примеров.

### Западная Папуа и Папуа
Флора этого региона имеет некоторое влияние австралийского континента. Этот регион содержит непрерывный разрез от снежных гор, равнинных водно-болотных угодий до тропической морской среды. Это идеальное место для огромного количества разнообразных видов растений. Подсчитано, что Папуа и Западная Папуа могут содержать от 20 000 до 25 000 видов сосудистых растений. Удивительно, что 60-90% из них могут быть эндемичными для этого региона. Этот регион плохо изучен, поэтому фактическое количество эндемичных видов неизвестно.

## Национальные цветы Индонезии
Мелати (Jasminum sambac), маленький белый цветок со сладким ароматом, является национальным цветком Индонезии вместе с Anggrek Bulan (Фаленопсис Amabilis) и Padma Raksasa Rafflesia (Раффлезия Арнольда). Все трое были выбраны президентом Сухарто во Всемирный день окружающей среды 5 июня 1990 года. Также в список национальныхз цветов включён Bunga Bangkai (Titan arum). Каждая из индонезийских провинций также имеет свои цветочные эмблемы .

## Национальный день любви к флоре и фауне
Чтобы укрепить уважение и любовь к индонезийской флоре и фауне, правительство объявило 5 ноября национальным днем любви к флоре и фауне. Ежегодно выпускаются почтовые марки этой тематики. На них изображаются растения и животные, которые являются эндемичными или уникальными для определенного региона или провинции Индонезии.

## Актуальные вопросы
Вырубка лесов является основной проблемой в Индонезии. Текущий показатель — потеря 2 млн. га в год. В густонаселенной стране с тенденцией к быстрой индустриализации, потребность в природных ресурсах и земле также возрастает. Многочисленные лесные пожары вызывает тяжелый смог в Индонезии и сопредельных странах.
Согласно индонезийскому департаменту лесного хозяйства, в настоящее время в Индонезии насчитывается 174 эндемичных растений.
Поддержание баланса между необходимостью экономического роста страны и сохранением ее природного наследия - непростая задача. Как и другие развивающиеся страны, Индонезия в настоящее время пытается сохранить этот баланс. Экотуризм может быть одним из решений этой проблемы. Используя биоразнообразие, Индонезия может улучшить экономическое положение своих изолированных регионов.

## Внешние ссылки
- ASEAN Regional Centre for Biodiversity Conservation
- The Biodiversity hotspots
- (in Indonesian) PIKA Database of endemic Flora and Fauna in Indonesia Архивная копия от 12 марта 2016 на Wayback Machine
- An article about Indonesian vegetation